# Герб Великопольского воеводства
Герб Великопольского воеводства (пол. Herb Województwa Wielkopolskiego) — один из официальных символов Великопольского воеводства Польши. Утверждён Постановлением Сеймика Великопольского воеводства № ХХ/306/2000 от 31 января 2000 года.

## Описание
Официальное описание герба Великопольского воеводства:

В красном поле серебряный орёл с золотой повязкой на крыльях, золотым клювом, обращенным вправо, золотыми ногами и золотой подвязкой на хвосте, размещённый на красном треугольном готическом гербовом щите.
Оригинальный текст (пол.)W polu czerwonym orzeł srebrny, z przepaską złotą na skrzydłach, złotym dziobem zwróconym w prawo, złotymi nogami i złotą przewiązką na ogonie, w polu czerwonym umieszczony na planie trójkątnej gotyckiej tarczy herbowej.— Sejmik Województwa Wielkopolskiego.
Герб соответствует историческим традициям воеводства: знак великопольского орла изображён на печати князя Великопольского и короля Польши Пшемысла II, представителя великопольской линии Пястов.